# الشبكة الدولية للتعليم بعد الثانوي
الشبكة الدولية للتعليم بعد الثانوي، (واختصارها PEN-International) هي شراكة دولية بين الكليات والجامعات التي تخدم طلاب التعليم العالي الذين يعانون من ضعف السمع.
تأسست الشبكة الدولية للتعليم بعد الثانوي بدعم من مؤسسة نيبون (Nippon Foundation) في عام 2001، حيث قامت بتأسيس كليتين ومنذ ذلك الحين انضمت إليهما ثلاث كليات إضافية.
الكليات الرائدة
- الولايات المتحدة: معهد روتشستر للتكنولوجيا (RIT) والمعهد الفني الوطني للصم (NTID), في روتشستر، بولاية نيويورك.
- اليابان: جامعة تسوكوبا للتكنولوجيا (TUT)، والمعروفة سابقًا باسم كلية تسوكوبا للتكنولوجيا (TCT)، قسم ضعاف السمع في تسوكوبا باليابان.

الكليات الشريكة
- الصين: جامعة تيانجين للتكنولوجيا، كلية تيانجين الفنية للصم في تيانجين.
- روسـيا: جامعة بايومان موسكو التقنية الحكومية، مركز الصمم، في موسكو.
- الفلبين: كلية القديس بينيلدي دي لا سال، مدرسة تعليم الصم والدراسات التطبيقية في مالات، مدينة مانيلا.

## وصلات خارجية
- PEN-International Home Page